# Rak dojke pri moškem
Rak dojke pri moškem je rakava bolezen pri moških, ki vznikne iz tkiva moške dojke. Predstavlja manj kot 1 % vseh primerov raka dojke; v svetu letno na novo odkrijejo bolezen pri okoli 20.000 moških.
Pojavnost raka dojke pri moških je 0,4 na 100.000 človek let, pri ženskah pa 66,7 na 100.000 človek let (človek leto je enota, ki pomeni število število novih primerov bolezni, deljeno z zmnožkom velikosti dotične populacije in številom povprečnega opazovanega števila let, torej št. novih primerov ÷ [populacija × št. let]). V zadnjih nekaj desetletjih pojavnost raka dojke v svetovnem merilu narašča tako pri ženskah kot pri moških. Trenutno velja ocena, da bo eden od 800 moških zbolel za rakom dojke tekom svojega življenja.
Zaradi znatno manjše pojavnosti bolezni pri moških in ker so velike klinične raziskave v preteklosti vključevale predvsem ženske bolnice, je poznavanje raka dojke pri moških še vedno omejeno in dognanja temeljijo na manjših, retrospektivnih, enocentričnih raziskavah. Posledično večina strategij obravnave in zdravljenja raka dojke pri moških temelji ne strategijah, razvitih za ženske bolnice z rakom dojke. Vendar pa podatki kažejo, da rak dojke pri moških izkazuje določene lastnosti, ki bi zahtevale drugačen pristop kot pri ženskah. Lastnosti raka dojke, ki se razlikujejo pri moških in ženskah, so različnost kliničnega odražanja bolezni, povezava z drugimi boleznimi, povezava z nemedicinskimi prisotnimi dejavniki, izražanje ključnih z rakom dojke povezanih hormonov, vzroki (vključno s pogostnostjo in oblikami genetskih sprememb), vrste tumorjev in oblike zdravljenja.
Diagnostični pristopi so enaki kot pri raku dojke pri ženskah, vendar pa diagnostika raka dojke pri moških običajno zaradi njegove nizke pojavnosti traja dlje časa.
Histološka slika raka dojke pri moških je enaka histološki sliki raka pri ženskah. Rak je lahko neinvaziven (in situ) ali invaziven; med invazivnimi oblikami gre večinoma za invazivni duktalni rak dojke. Tudi principi zdravljenja so enaki; zdravljenje zajema kirurško zdravljenje (odstranitev dojke), ki se lahko kombinira z obsevanjem in zdravljenjem z zdravili (kemoterapija, hormonsko zdravljenje pri hormonsko odzivnem raku in zdravljenje z zdravili anti-HER2 pri HER2-pozitivnem raku).

## Klinična slika
Klinična slika je podobna kot pri raku dojke pri ženskah (možni znaki so na primer zatrdlina oziroma bula v dojki, ki je običajno neboleča; utrda bradavica; izcecedek iz bradavice; vztrajno vnetje ali izpuščaj okoli bradavice; otrdelost kože na dojki ali otrdela bradavica; otekle bezgavke pod pazduho). Zaradi manjše velikosti tkiva dojke pri moških lahko novotvorba v dojki pri moških postane hitreje tipna in lahko tudi hitreje začne povzročati simptome. Po drugi strani pa je ozaveščenost moških o tej bolezni načeloma manjša in zato pogosto poiščejo zdravniško pomoč kasneje. Pogosto je pri moških bolnikih prisotna tudi ginekomastija, ki lahko za nekaj časa zakrije prisotnost tumorja. Nekateri podatki kažejo, da posledično moški prejmejo diagnozo bolezni kasneje kot ženske (po podatkih ene od raziskav je povprečna starost moških ob postavitvi diagnoze 67 let v primerjavi s 63 leti pri ženskah). Nekatere raziskave tudi kažejo, da ima ob diagnozi večji delež moških prizadete tudi pazdušne bezgavke, rak dojke pri moških pa je glede na histopatološke izvide tudi agresivnejši. Po drugi strani pa je velika klinična raziskava v Združenih državah Amerike o stadiju bolezni (glede na razvrstitev TNM) pokazala, da ima večji delež moških ob diagnozi lokalno omejeno bolezen brez zasevkov (63,1 % moških proti 45,4 % žensk), pri manjšem deležu moških je rak razširjen v bližnje bezgavke (29,1 % proti 43,6 %), oddaljeni zasebki pa so prosotni pri 5,7 % v primerjavi z 8,1 % žensk; v raziskavi pri 2,1 % moških bolnikov in 2,9 % ženskih bolnic niso določili stadija bolezni.

## Dejavniki tveganja
Poglavitni dejavniki tveganja so starost, hormonsko neravnovesje, izpostavljenost sevanju in družinska obremenjenost z rakom dojke. Slednje je povezano zlasti s prisotnostjo mutiranega gena BRCA2.

## Histopatološko razvrščanje
Histološka slika raka dojke pri moških je enaka histološki sliki raka pri ženskah. Rak je lahko neinvaziven (in situ, ne vrašča v okolno tkivo) ali invaziven. Med invazivnimi oblikami gre večinoma za invazivni duktalni rak dojke; invazivni lobularni rak dojke je pri moških zelo redek.
V veliki večini primerov je rak dojke pri moških hormonsko pozitiven; v eni od raziskav je bilo 99 % primerov raka dojke pri moških ER-pozitivnih (kar pomeni, da so izražali estrogenske receptorje) in 82 % PR-pozitivnih (izražali so progesteronske receptorje). 9 % jih je bilo HER2-pozitivnih in 0,3 % trojno negativnih.

## Zdravljenje
Principi zdravljenja raka dojke pri moških so enaki kot pri raku dojke pri ženskah. Zlasti v preteklosti so velike klinične raziskave vključevale predvsem ženske bolnice, zato je poznavanje raka dojke pri moških še vedno omejeno in dognanja temeljijo na manjših, retrospektivnih, enocentričnih raziskavah in večina strategij obravnave in zdravljenja raka dojke pri moških temelji ne strategijah, razvitih za ženske bolnice z rakom dojke.
Zdravljenje zajema kirurško zdravljenje (odstranitev dojke). Pri zgodnjih oblikah invazivnega raka dojke se največkrat opravi mastektomija oziroma popolna kirurška odstranitev dojke, v nekaterih primerih tudi ohranitvena operacija dojke. Kirurško zdravljenje se lahko kombinira z obsevanjem in zdravljenjem z zdravili (kemoterapija, hormonsko zdravljenje pri hormonsko odzivnem raku in zdravljenje z zdravili anti-HER2 pri HER2-pozitivnem raku).